# سايمون وشوستر
سايمون وشوستر (بالإنجليزية: Simon & Schuster)‏ ، هي شركة أمريكية لطباعة الكتب وتغليفها، أسست عام 1924م في مدينة نيويورك الأمريكية، وهي الآن تابعة لفاياكوم سي بي إس الإعلامية الأمريكية.

## وصلات خارجية
- الموقع الرسمي